# Stadtbahn San Diego

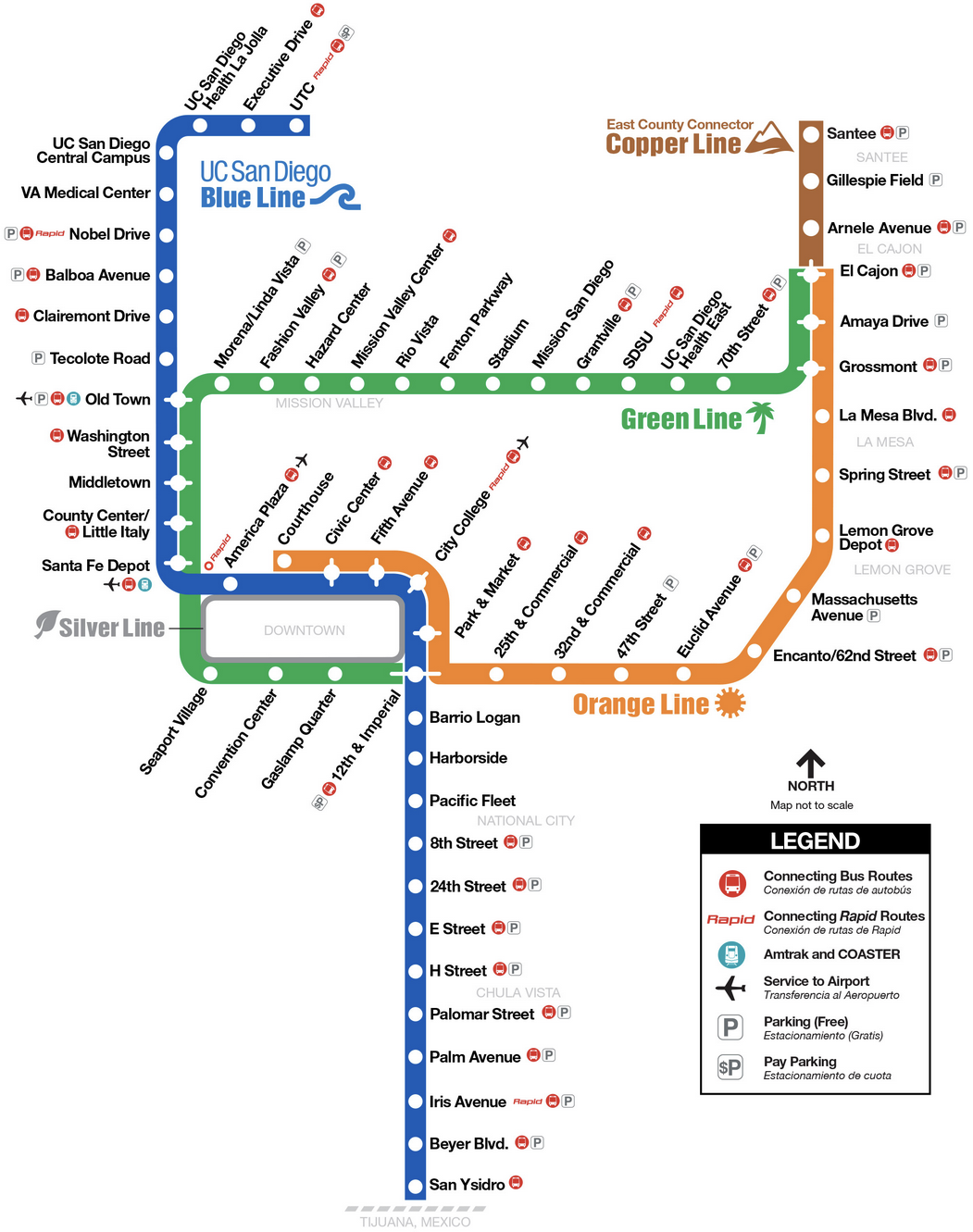
Liniennetzplan seit September 2024

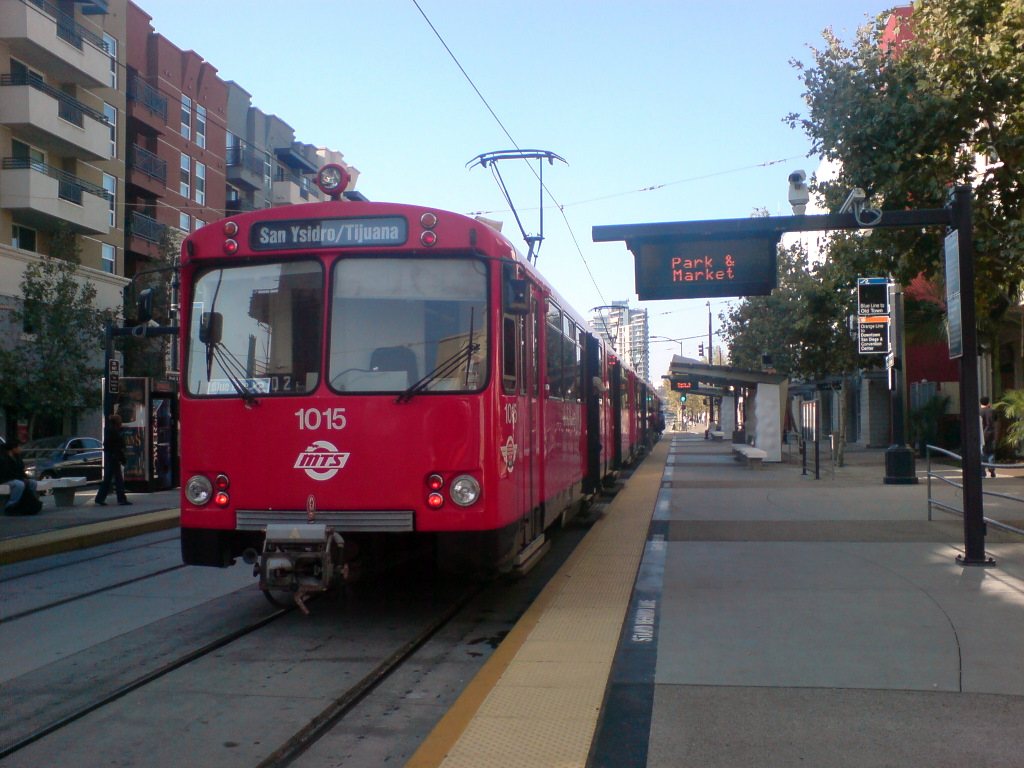
Blaue Linie im Stadtzentrum, 2009

Die Stadtbahn San Diego (englisch: San Diego Trolley) ist ein öffentliches Nahverkehrsmittel in der kalifornischen Stadt San Diego und deren Umland. Die Stadtbahn nahm am 26. Juli 1981 ihren Dienst auf und betreibt heute (2024) drei Hauptlinien, die blaue, die orangefarbene und die grüne Linie. Dazu kommen die Kupferlinie als (ständige) Zubringerlinie sowie an Wochenenden die vor allem touristischen Zwecken dienende Silberlinie im Stadtzentrum.

## Geschichte
Am 3. Juli 1886 verkehrte die erste Pferdebahn, 1887 die erste elektrische Straßenbahn in San Diego. Ab 1892 investierte der Unternehmer John D. Spreckels, Sohn von Claus Spreckels, erheblich in das Verkehrsnetz von San Diego. Auf ihn gingen zahlreiche Interurban Lines zurück, die das gesamte Umland erschlossen. Bereits 1922 fuhren die ersten Busse. Der Ersatz der Straßenbahn begann 1946 und im Rahmen des Großen amerikanischen Straßenbahnskandals (am 26. Juli 1948 wurde der Straßenbahnbetrieb an Western Transit, eine über Umwege von General Motors gehaltene Gesellschaft, verkauft) wurden 1948 und 1949 alle Straßenbahnlinien auf Busverkehr umgestellt. Am 24. April 1949 rollte die letzte Straßenbahn in das verbliebene Depot.
Doch in den 1950er und 1960er wurde das Bussystem zunehmend unwirtschaftlicher und eine Übertragung auf die öffentliche Hand wurde schließlich 1966 vollzogen. Ab den späten 1960er und bis um 1976 wurde ein schienengeführtes öffentliches System in unzähligen Varianten diskutiert (verbessertes Bussystem, Reaktivierung des alten Straßenbahnnetzes, Hochbahnsystem mit automatischer Steuerung, Übertragung des Bay Area Rapid Transit auf San Diego usw.).

## Wiedereinführung 1981 und weiterer Ausbau
Senator John R. Mills war einer der Vorreiter des Projektes einer Wiedereinführung der Straßenbahn in San Diego in Form einer Stadtbahn, ihm folgte der Bürgermeister Pete Wilson, der schließlich am 25. Oktober 1978 nach kontroversen Debatten durch den Stadtrat abschließend beschlossen wurde. Ausschlaggebend war, dass die San Diego & Arizona Eastern Railway (damals eine Tochter der Southern Pacific) die Wegerechte ihrer Südlinie, die nach dem Hurrikan „Kathleen“ 1976 stillgelegt werden sollte, zum Verkauf anbot. Dies gab die Voraussetzung, sowohl die Innenstadt erneut mit einer Stadtbahn zu bedienen, als auch einen Überlandverkehr nach San Ysidro, direkt an der Grenze zu Mexiko, neu aufzubauen.
Die erste Linie, die heutige Blaue Linie (damals von Santa Fe Depot ausgehend durch die innere Stadt und Richtung San Ysidro) wurde am 19. Juli 1981 mit einer Festwoche eingeweiht, der planmäßige Betrieb begann am 26. Juli 1981 und übertraf von Beginn an alle Erwartungen, sowohl, was Beförderungszahlen, als auch die finanziellen Ergebnisse betraf: Der Erfolg führte nicht nur zu weiteren Ausbauten in San Diego, sondern gilt auch als der entscheidende Impuls für die Wiedereinführung von Straßen- und Stadtbahnen in den Vereinigten Staaten.
Die blaue Linie wurde um 17,5 km verlängert und am 21. November 2021 eröffnet und verbindet seither den Campus der University of California, San Diego mit dem Stadtzentrum. Auf dem teils eingleisigen Abschnitt El Cajon – Santee entstanden durch den dichten Betrieb mit Grüner und Oranger Linie (Letztere bis Arnele Avenue) häufig Verspätungen. Deshalb wurden beide Linien ab September 2024 bis El Cajon verkürzt und die neue Zubringerlinie El Cajon – Santee unter der Bezeichnung Copper Line („kupferne Linie“) eingeführt.

## Linien seit September 2024
| Linie | Linie       | Eröffnung | Stationen | Länge             | Strecke                            | Betrieb                            |
| ----- | ----------- | --------- | --------- | ----------------- | ---------------------------------- | ---------------------------------- |
|       | Blue Line   | 1981      | 32        | 42,3 km (26,3 mi) | UTC (University City) - San Ysidro | täglich                            |
|       | Orange Line | 1986      | 18        | 27,5 km (17,1 mi) | Courthouse - El Cajon              | täglich                            |
|       | Green Line  | 2005      | 24        | 31,9 km (19,8 mi) | 12th & Imperial - El Cajon         | täglich                            |
|       | Copper Line | 2024      | 04        | 06,1 km (3,8 mi)  | El Cajon - Santee                  | täglich                            |
|       | Silver Line | 2011      | 09        | 04,3 km (2,7 mi)  | 12th & Imperial                    | Mittagsbetrieb an besonderen Tagen |

## Fuhrpark
Als Rollmaterial wurden zunächst die in Kanada (Edmonton, Calgary) und bis 2016 in Frankfurt am Main verwendeten Triebwagen vom Typ Siemens-Duewag U2 eingesetzt. Das vorletzte Fahrzeug wurde 2015 ausgemustert, ein letztes Fahrzeug ist für den Museumsbetrieb weiterhin im Bestand. Zwischen 1995 und 2023 kamen die Nachfolgermodelle Siemens SD-100 zum Einsatz. Erstmals im Juli 2005 sind Niederflur-Fahrzeuge des Typs Siemens S70 in Betrieb gegangen, ab 2011 dann deren Nachfolger S70 US. Seit 2019 wurden in drei Tranchen die neuen Siemens S700, die heute den Großteil der Flotte ausmachen, in den Liniendienst eingeführt.